# Premi Espiral Maior de Poesia
El Premi Espiral Maior de Poesia fou creat en 1992 per Edicións Espiral Maior dirigit a autors novells, menors de 35 anys i sense obra publicada. El premio no té pas dotació econòmica i consisteix en la publicació de l'obra per l'editorial convocant.
A partir de 1999 el premi es va obrir a tots els creadors (tinguin o no obra publicada i independentment de l'edat). Des de l'any 2006 també es concedeix a obres en portuguès, i des de 2008 Ámbito Cultural d'El Corte Inglés dona suport amb 15.000 euros, que el converteixen en un dels més dotats d'arreu de la Península Ibèrica. El jurat era format per Xosé María Álvarez Cáccamo, Xavier Rodríguez Baixeras i Miguel Anxo Fernán-Vello.

## Guanyadors
- 2009: Rosa Alice Branco, O gado do Senhor.[2]
- 2008: Amadeu Baptista, Açougue.
- 2007: Yolanda Castaño, Profundidade de campo.
- 2006:
  - Xavier Seoane, Para unha luz ausente.[3]
  - Accésit: Jorge Reis-Sá, Livro de estimação.
- 2005: Manuel Darriba, Vostede non sabe con quen está a falar.
- 2003: Luísa Villalta, En concreto.[4]
- 2002: Xoán Xosé García, In-ventos.
- 2001: Estíbaliz Espinosa Río, Número e.
- 2000: Charo Pita, Desde Arcadia para Govinda.
- 1999: Manuel Forcadela, Morte do fadista.
- 1998: Mário Herrero Valeiro, No limiar do silêncio.
- 1997: Carlos Penela, As linhages do frio.
- 1996: Emma Couceiro, Humidosas.
- 1995:
  - Cristina Cabada, Sombra acesa.
  - Accésit: Anxos Romeo, A estatua.
- 1994: Francisco Souto, Thanatos ou as árvores do incesto.
- 1993: Martín Veiga, Das últimas ruínas.
- 1992: Rafael Lema, Cemiterio das gaivotas.